# Mickey Mania (série télévisée d'animation)
Cet article concerne la série télévisée. Pour le jeu vidéo, voir Mickey Mania.
Tous en boîte
Mickey Mania (Mickey Mouse Works) est une série télévisée d'animation américaine en 27 épisodes de 30 minutes diffusée entre le 1er mai 1999 et le 7 octobre 2000 sur le réseau ABC.
Ce fut la première série d'animation Disney à être réalisée en haute définition.
En France, la série est diffusée entre 1999 et 2005 sur Club Disney et Disney Channel puis en 2008 sur Disney Cinémagic. et puis rediffusé le 30 décembre 2009 sur France 4 dans l’émission Ludo, et enfin sur Disney XD le 5 mai 2010
Cette série présente, en reprenant le concept de Mickey's Mouse Tracks (1992), des courts métrages originaux avec Mickey Mouse et ses amis. Chaque épisode est constitué en général de 3 courts-métrages (de 6 à 7 minutes chacun) et une ou deux séquences intercalaires (1 à 2 minutes).

## Synopsis
Mickey Mouse, Minnie Mouse, Donald Duck, Daisy Duck, Dingo, Pluto et Donald Dingue sont les héros d'histoires courtes. D'autres personnages comme Horace Horsecollar, Clarabelle Cow, Riri, Fifi et Loulou, Tic et Tac, Picsou, Pat Hibulaire, Nicodème, le gardien Lanature, Dinah le teckel, Butch le bouledogue, Mortimer Mouse et Clara Cluck apparaissaient comme seconds rôles.

## Personnages

### Les personnages principaux
- Mickey Mouse : Souris noire courte et élancée, visage crème (parfois blanc), queue noire, nez noir, short en tissu de coton rouge avec deux boutons ovales horizontalement à l'avant et à l'arrière, chaussures jaunes, gants blancs avec trois fentes dans chaque gant.
- Minnie Mouse : Souris noire courte et élancée, visage crème, jupe bleu clair à pois blancs (de différentes couleurs), grand nœud bleu marine sur la tête, culotte courte blanche, escarpins jaunes, gants blancs.
- Donald Duck : Canard élancé, plumes blanches, yeux noirs, sclères bleu clair, costume de marin bleu avec quelques doublures blanches autour du col et au bout des manches, nœud papillon rouge, chapeau bleu avec pompon et bord noirs, bec orange et pattes palmées.
- Daisy Duck : Cane élancée, plumes blanches, yeux noirs, sclères bleu clair, longs cils, fard à paupières lavande, nœud vert sur la tête, chemisier jaune, bracelet vert sur le poignet gauche, escarpins verts, bec orange et pattes palmées.
- Dingo : Grand chien noir élancé, gangly, museau crème, quelques paires de moustaches, quelques dents de devant, 3 poils fins sur la tête, longues oreilles, nez noir, col roulé orange à manches longues, gilet noir, chapeau vert fedora en os de moelle avec une bande noire, pantalon bleu, longues chaussures marrons, gants blancs.
- Pluto : Limier élancé, fourrure dorée, nez noir et longues oreilles, col vert, longue queue noire.

### Les personnages secondaires
- Clarabelle : Vache noire grande et élancée, nœud rose saumon sur la tête, nez et museau crème, cornes, gants d'opéra blancs.

- Pat Hibulaire : Chat noir obèse, museau rasé crème, gants d'opéra blancs, patte (parfois), habille du présentateur, chaussures marrons.

- Professeur Von Drake : Canard mince, personnes âgées, à moitié chauve, cheveux gris, épais sourcils gris, bec et pieds orange, plumes blanches, quelques poils fins sur la tête, pardessus, gilet, cravate noire, chemise et poignets blancs, lunettes avec un string attaché à son pardessus.

- Riri, Fifi et Loulou : Canard élancé, plumes blanches, yeux noirs, sclères bleu clair, Riri en rouge, Fifi en bleu et Loulou en vert, bec orange et pattes palmées.

## Distribution
- Wayne Allwine
- Russi Taylor
- Tony Anselmo
- Tress MacNeille
- Bill Farmer
- Jim Cummings
- Maurice LaMarche
- Corey Burton
- Frank Welker
- April Winchell
- Alan Young
- Jeff Bennett

### Voix françaises
- Laurent Pasquier : Mickey Mouse
- Marie-Charlotte Leclaire : Minnie Mouse
- Sylvain Caruso : Donald Duck
- Gérard Rinaldi : Dingo
- Sybille Tureau : Daisy Duck
- Alain Dorval : Pat Hibulaire
- Danièle Hazan : Clarabelle
- Roger Carel : Ludwig von Drake / Winnie l'ourson
- Cédric Dumond : Mortimer Mouse
- Emmanuel Jacomy : José Carioca
- Pierre Baton : Balthazar Picsou

## Épisodes

### Saison 1 (1999)
1. Au Secours, Mickey ! (1/5/1999)
  - Comment Devenir Serveur
  - Maestro Minnie : Guillaume Tell
  - Le Feu d'Artifice
  - Peintres de Montagnes Russes
2. Dingolympic : Le Roller Agressif sur Rampe (8/5/1999)
  - Mickey's New Car
  - Pluto's Penthouse Sweet
  - Donald's Shell Shots
3. Donald's Dynamite: Bowling Alley (15/5/1999)
  - Mickey's Airplane Kit
  - Von Drake's House of Genius: Time Reverser
  - Turkey Catchers
  - Dance of the Goofys
4. Pluto Va Chercher : La Soucoupe-Volante (22/5/1999)
  - Donald's Rocket Ruckus
  - Dingolympic : Le Paracycle
  - Organ Donors
  - Mickey's Mistake
5. Maestro Minnie: Hungarian Rhapsody No. 6 (22/5/1999)
  - How to Be a Spy
  - Donald's Valentine Dollar
  - Pluto's Kittens
6. Von Drake's House of Genius: Remote Controlled Laser Lawn Mower (5/6/1999)
  - Pluto vs. the Watchdog
  - Donald s'Éclate : L'Opéra
  - Mouse Tales: Around the World in Eighty Days
7. Donald's Dynamite: Fishing (12/6/1999)
  - Purple Pluto
  - Von Drake's House of Genius: Money Increaser
  - Sandwich Makers
  - Pluto's Arrow Error
8. Mickey to the Rescue: Staircase (19/6/1999)
  - Pluto Runs Away
  - Daisy Bothers Minnie
  - How to Ride a Bicycle

### Saison 2 (1999-2000)
1. Goofy's Extreme Sports: Rock Climbing (11/9/1999)
  - Hansel and Gretel
  - Donald on Ice
  - La Maison mécanique (en)
2. Pluto Gets the Paper: Street Cleaner (18/9/1999)
  - Donald's Dinner Date
  - Maestro Minnie: Brahms Lullabye
  - Hydro Squirter
  - Mickey's Piano Lesson
3. Mickey to the Rescue: Cage and Cannons (25/9/1999)
  - Mickey's Remedy
  - Goofy's Extreme Sports: Wakeboarding
  - Mouse Tales: A Midsummer Night's Dream
4. Pluto Gets the Paper: Bubblegum (2/10/1999)
  - Mickey Tries to Cook
  - Donald and the Big Nut
  - Topsy Turvy Town
5. Von Drake's House of Genius: Teldinger (23/10/1999)
  - Purple Pluto
  - Maestro Minnie: Flight of the Bumblebee
  - Mouse Tales: the Nutcracker
6. Mickey to the Rescue: Staircase (30/10/1999)
  - How to Haunt a House
  - Mickey's Mechanical House
  - Hansel and Gretel
7. Pluto Gets the Paper: Vending Machine (7/11/1999)
  - Donald's Grizzly Guest
  - Donald's Dynamite: Snowman
  - Mickey Foils the Phantom Blot
8. Daisy's Road Trip (4/12/1999)
  - Goofy's Big Kitty
  - Relaxing with Von Drake
9. How to Be a Baseball Fan (22/1/2000)
  - Locksmiths
  - Minnie Takes Care of Pluto
10. Donald's Dynamite: Magic Act (5/2/2000)
  - Survival of the Woodchucks
  - Mickey's Rival Returns
  - Mickey and the Seagull
11. Goofy's Radio (19/2/2000)
  - Car Washers
  - Pluto's Seal Deal
12. Mickey's Mixed Nuts (26/2/2000)
  - Goofy's Extreme Sports: Shark Feeding
  - Mickey's Mountain
  - Computer Don
13. Donald Fête Halloween (4/3/2000)
  - Donald's Lighthouse
  - How to Take Care of Your Yard
14. Pluto Gets the Paper: Mortimer (16/3/2000)
  - Minnie Visits Daisy
  - How to Wash Dishes
  - Domesticated Donald

### Saison 3 (2000)
1. Donald's Halloween Scare (9/9/2000)
  - How to Be a Gentleman
  - Mickey and the Seagull
2. Mickey's Mix-Up (16/9/2000)
  - Whitewater Donald
  - Mickey's Christmas Chaos
3. Donald's Fish Fry (23/9/2000)
  - Presto Pluto
  - Mickey's Cabin
4. Pluto Gets the Paper: Vending Machine (30/9/2000)
  - Mickey's Answering Service
  - Pluto's Magic Paws
  - Mickey's Big Break
5. Bird Brained Donald (7/10/2000)
  - Donald's Pool
  - How to Be a Gentleman

## Sorties vidéo
La série n'est jamais parue en vidéo. En revanche, certains épisodes ont été repris dans les compilations The Chronological Donald, vol. 4 (2001, uniquement aux États-Unis), Mickey, la magie de Noël (2001), Mickey, le club des méchants (2002) Nos plus beaux Noëls et Rigolons avec Mickey (2005).